# Codex Monacensis (X 033)
Der Codex Monacensis (Gregory-Aland no. X oder 033; von Soden A3) ist eine griechische Handschrift des Neuen Testaments, die auf das 10. Jahrhundert datiert wird. Die Handschrift ist nicht vollständig erhalten geblieben.

## Beschreibung
Sie besteht aus den vier Evangelien auf 160 Pergamentblättern mit vielen Lücken. Format in 37,5 × 25,5 cm, Text in 2 Spalten und 45 Zeilen. Der Handschrift enthält patristische Kommentare. Die Evangelien sind in der Reihenfolge der westlichen Handschriften angeordnet (Matthäus, Johannes, Lukas, Markus). Das Pergament ist dick, die Tinte ist rotbraun.

## Text
Der griechische Text des Codex repräsentiert den byzantinischen Texttyp und wird der Kategorie V zugeordnet. Es fehlen Mat 16,2b–3 und Joh 7,53–8,11.

## Inhalt
- Evangelium nach Matthäus 6,6.10.11; 7,1–9,20; 9,34–11,24; 12,9–16,28; 17,14–18,25; 19,22–21,13; 21,28–22,22; 23,27–24,2; 24,23–35; 25,1–30; 26,69–27,12;
- Evangelium nach Johannes 1,1–13,5; 13,20–15,25; 16,23–Ende;
- Evangelium nach Lukas 1,1–37; 2,19–3,38; 4,21–10,37; 11,1–18,43; 20,46–Ende;
- Evangelium nach Markus 6,46–Ende; Kap 14–16 fehlen.[4]

## Geschichte des Kodex
Die Handschrift befand sich 1757 in Innsbruck, war in Ingolstadt und kam 1827 nach München.
Die Handschrift wurde durch Griesbach, Scholz, Tischendorf, und Tregelles untersucht.
Der Codex wird in der Bibliothek der Ludwig-Maximilians-Universität München (V. 9) in München verwahrt.